# Marširala, marširala, Jelačića vojska
Marširala, marširala Jelačića vojska (često i Domobranska koračnica) je hrvatska vojna koračnica nepoznatog autora koja je bila u uporabi u raznim hrvatskim vojnim postrojbama u 19. i 20. stoljeću. Smatra se da je nastala u 53. pješačkoj pukovniji austrougarske vojske, a pjeva o događajima iz 1848.